# Cadena Creek
Cadena Creek är ett vattendrag i Belize. Det ligger i distriktet Cayo, i den centrala delen av landet, 30 km väster om huvudstaden Belmopan.